# Никола Христов (футболист)
Вижте пояснителната страница за други личности с името Никола Христов.
Никола Христов Костов (роден на 28 май 1951) е бивш български футболист, нападател. Клубна легенда на Дунав (Русе). Играл е също в ЦСКА (София) и Ботев (Враца). Общо в А група има 251 мача с 87 гола, а в Б група 83 мача с 53 гола. На 2-ро място във вечната ранглиста на голмайсторите на Дунав в елитното първенство с 59 попадения. След края на състезателната си кариера работи като треньор по футбол.

## Биография

### Като футболист
Христов е роден в село Крива бара, област Враца. Юноша на Ботев (Враца). На 18-годишна възраст преминава в Дунав (Русе) през 1969 г. Играе за клуба в продължение на 7 сезона и половина, 6 от които в А група. Записва 159 мача с 59 гола в елита, както и 47 мача с 36 гола в Б група. През сезон 1973/74 става голмайстор на Северната Б група с 16 попадения, колкото има и съотборникът му Стоян Илиев. Основна част от състава на Дунав, завършил на 4-то място в А група през 1974/75. По време на кампанията се отчита с 15 гола. През есента на 1975 г. играе в мачовете срещу италианския Рома от Купата на УЕФА (загуба с 0:2 в Рим и победа с 1:0 в Русе).
В началото на 1978 г. преминава в ЦСКА (София). С „армейците“ печели титлата през сезон 1979/80. Общо за две години и половина изиграва 65 мача и вкарва 23 гола в А група. Записва също 4 мача с 2 гола в Купата на УЕФА. Бележи по един гол в двата мача срещу испанския Валенсия през есента на 1978 г. (победа с 2:1 в София и загуба с 1:4 в Испания).
През лятото на 1980 г. Христов се завръща в Дунав (Русе), където през сезон 1980/81 вкарва 17 попадения в 36 мача във втория ешелон. След това преминава в Ботев (Враца). Изиграва един сезон за врачани в А група и слага край на кариерата си.
Има 7 мача и 1 гол за А националния отбор и 32 мача с 16 гола за младежкия национален отбор. Балкански шампион за младежи през 1973 г. в Скопие. Веднъж е втори сред реализаторите в страната след Петър Жеков, два пъти е трети по резултатност в елитната дивизия.Рекордьор е по вкарани 3 гола в един мач /хеттрик/ - в 7 мача.

### Като треньор
Христов има две висши образования. Завършва Русенския университет „Ангел Кънчев“ и ВИФ „Георги Димитров“. След приключване на състезателната си дейност работи като треньор.
През 1987 г. е назначен за наставник на Локомотив (Русе) и през сезон 1987/88 извежда отбора до промоция в Б група. През есента на 1991 г. е начело на Дунав (Русе). В началото на 1994 г. поема втородивизионния Корабостроител (Русе), като под негово ръководство отборът успява да се спаси от изпадане. През следващия сезон 1994/95 русенци се представят силно и завършват на 5-о място в крайното класиране на Северната Б група.
През лятото на 1995 г. Христов поема елитния Спартак (Варна). Под негово ръководство през сезон 1995/96 „соколите“ завършват на 6-о място в А група и придобиват правото да участват в европейския турнир Интертото. След края на сезона обаче той напуска поста си заради неразбирателство с ръководството.
Като треньор на Дунав печели Купата на Аматьорската футболна лига през 2004 г. През сезон 2006/07 класира Бенковски (Бяла) в Б група за първи път в историята на клуба. През лятото на 2007 г. за пети път поема Дунав, където след малко повече от година бива уволнен. Впоследствие работи като спортен директор в Аристон (Русе).

## Успехи
ЦСКА (София)
- А група:
  -  Шампион: 1979/80